# Светско првенство у атлетици у дворани 1993 — бацање кугле за жене
Бацање кугле у женској конкуренцији на 4. Светском првенству у атлетици у дворани 1993. је одржано 14. марта у Небеској куполи у Торонту, (Канада).
Титулу освојену у Севиљи 1991 није бранила Суј Шинмеј из Кине.

## Земље учеснице
Учествовала је 11 такмичарки из 7 земаља.
1. Кина (2)
2. Куба (2)
3. Немачка (2)
4. Румунија (1)
5. Русија (2)
6. САД (1)
7. Украјина (1)

## Освајачи медаља
| Освајачи медаља    |               |             |  |  |  |  |
|                    |               |             |  |  |  |  |
|                    |               |             |  |  |  |  |
|                    |               |             |  |  |  |  |
| Светлана Кривељова | Штефани Шторп | Љухунг Џанг |  |  |  |  |
| Русија             | Немачка       | Кина        |  |  |  |  |

## Рекорди
Листа рекорда у бацању кугле пре почетка светског првенства 7. марта 1993. године.
| Рекорди пре почетка Светског првенства 1993. | Рекорди пре почетка Светског првенства 1993. | Рекорди пре почетка Светског првенства 1993. | Рекорди пре почетка Светског првенства 1993. | Рекорди пре почетка Светског првенства 1993. | Рекорди пре почетка Светског првенства 1993. |
| -------------------------------------------- | -------------------------------------------- | -------------------------------------------- | -------------------------------------------- | -------------------------------------------- | -------------------------------------------- |
| Светски рекорд                               | 22,50                                        | Хелена Фибингерова                           | Чехословачка                                 | Јаблонец, Чехословачка                       | 19. фебруар 1977.                            |
| Рекорд светских првенстава                   | 20,54                                        | Суј Шинмеј                                   | Кина                                         | Севиља, Шпанија                              | 10. март 1991.                               |
| Најбољи резултат сезоне                      | 20,08                                        | Сјаојуен Ли                                  | Кина                                         | Ђинан, Кина                                  | 16. јануара 1993.                            |
| Европски рекорд                              | 22,50                                        | Хелена Фибингерова                           | Чехословачка                                 | Јаблонец, Чехословачка                       | 19. фебруар 1977.                            |
| Северноамерички рекорд                       | 19,83                                        | Рамона Пагел                                 | Сједињене Државе                             | Инглвуд, САД                                 | 20. фебруар 1987.                            |
| Јужноамерички рекорд                         |                                              |                                              |                                              |                                              |                                              |
| Афрички рекорд                               |                                              |                                              |                                              |                                              |                                              |
| Азијски рекорд                               | 21,10                                        | Ли Мејсу                                     | Кина                                         | Пекинг, Кина                                 | 3. март 1990.                                |
| Океанијски рекорд                            |                                              |                                              |                                              |                                              |                                              |

## Сатница
| Датум          | Време | Ниво   |
| -------------- | ----- | ------ |
| 14. март 1993. |       | Финале |

## Резултати

### Финале
Такмичење је одржано 14. марта 1993. године.,,
| Пласман | Атлетичарка         | Земља    | ЛР     | ЛРС   | #1    | #2    | #3    | #4    | #5    | #6    | Резултат | Белешке |
| ------- | ------------------- | -------- | ------ | ----- | ----- | ----- | ----- | ----- | ----- | ----- | -------- | ------- |
|         | Светлана Кривељова  | Русија   | 21,06о |       | 19,48 | 19,57 | x     | 19,40 | x     | 19,53 | 19,57    |         |
|         | Штефани Шторп       | Немачка  | 20,34о |       | 19,37 | x     | 18,70 | 18,90 | x     | 18,55 | 19,37    |         |
|         | Љухунг Џанг         | Кина     | 15,43о |       | 19,05 | 19,09 | x     | 19,18 | 19,22 | 19,32 | 19,32    |         |
| 4.      | Валентина Федјушина | Украјина | 21,60  |       | 18,32 | 18,63 | 18,45 | 19,07 | x     | x     | 19,07    |         |
| 5.      | Ана Романова        | Русија   | 20,01  |       | 18,62 | x     | 18,79 | x     | 18,91 | 18,94 | 18,94    |         |
| 6.      | Сјаојуен Ли         | Кина     | 20,08  | 20,08 | 18,71 | 18,72 | x     | x     | 18,90 | x     | 18,90    |         |
| 7.      | Белси Лаза          | Куба     | 20,96о |       | x     | 18,75 | 18,61 | x     | x     | x     | 18,75    |         |
| 8.      | Катрин Најмке       | Немачка  | 21,21о |       | 18,50 | x     | x     | 17,93 | x     | x     | 18,50    |         |
| 9.      | Кони Прајс-Смит     | САД      | 19,34о |       | 17,84 | x     | 18,10 |       |       |       | 18,10    |         |
| 10.     | Лисете Мартинез     | Куба     |        |       | 17,31 | 17,22 | 17,47 |       |       |       | 17,47    |         |
| 11.     | Михаела Оана        | Румунија | 17,14  |       | 17,47 | x     | x     |       |       |       | 17,47    |         |